# Hywel ap Rhys
Hywel ap Rhys (fl. IX secolo) è stato re del Glywysing o di una parte di esso (Galles meridionale).
I figli Arthfael e Owain riunificarono probabilmente il Morgannwg. Un altro suo figlio sarebbe caduto mentre aiutava Rhodri Mawr ap Merfyn a resistere all'invasione dei merciana dell'Anglesey attorno all'843.